# Peperomia perlongipedunculata
Peperomia perlongipedunculata är en pepparväxtart som beskrevs av Trel. & Yunck.. Peperomia perlongipedunculata ingår i släktet peperomior, och familjen pepparväxter. Inga underarter finns listade i Catalogue of Life.